# Robert Weber
Pour les articles homonymes, voir Robert Weber (astronome) et Weber.
Robert Weber, né le 25 novembre 1985 à Brégence, est un handballeur autrichien. Il joue au poste de ailier droit en équipe nationale d'Autriche et pour le club allemand du HSG Nordhorn-Lingen après 10 saisons au SC Magdebourg.

## Carrière
- Vainqueur de la Coupe d'Allemagne en 2016

### Distinctions individuelles
- Meilleur buteur du championnat d'Allemagne en 2014-2015
- Meilleur espoir du championnat d'Autriche en 2004-2005
- Meilleur ailier droit du championnat d'Europe 2024